# Luigi Bologna
Luigi Bologna (Torino, 17 maggio 1888 – Venezia, 23 agosto 1921) è stato un aviatore e militare italiano, pilota di grande esperienza della Regia Marina durante la prima guerra mondiale, dove fu decorato di due Medaglie d'argento e una di bronzo al valor militare, dopo la fine del conflitto si aggiudicò la prestigiosa Coppa Schneider per idrovolanti da corsa nell'edizione tenutasi a Venezia nel 1920, volando su SIAI S.12 alla media di 172,561 km/h.

## Biografia
Nacque a Torino il 17 maggio 1888, figlio di Luigi e da Rosalia Cova. Nel corso del 1905 si arruolò nella Regia marina, iniziando a frequentare la Regia Accademia Navale di Livorno. Si imbarcò per la prima volta nel 1906 a bordo dell'Amerigo Vespucci, e poi su vari altre navi, partecipando alla guerra italo-turca a bordo dell'incrociatore corazzato Giuseppe Garibaldi e sull'ariete torpediniere Etruria All'inizio della prima guerra mondiale si trovava imbarcato a bordo della nave da battaglia Giulio Cesare. Divenne guardiamarina nel 1909, di sottotenente di vascello nel 1911 e di tenente di vascello nel 1914. Appassionatosi al mondo dell'aviazione, nel gennaio 1915 iniziò a frequentare la scuola di pilotaggio della Marina appena trasferitasi da Venezia a Taranto, ed allora al comando di Giovanni Roberti di Castelvero. Volò per la prima volta a bordo di un idrovolante Albatros, e poi anche sui Curtiss Triad. Il 4 marzo dello stesso anno venne imbarcato sulla portaidrovolanti Elba, ma mentre effettuava un volo di addestramento su uno dei Triad, ebbe un incidente e l'aereo precipitò in acqua. Nel tentativo di uscire dal velivolo, riportò gravi lesioni in varie parti del corpo. Il 25 maggio fu destinato alla squadriglia idrovolanti di Venezia, con base sull'isola di Sant'Andrea dove si trovavano altri piloti come Manfredi Gravina di Ramacca, Luigi Bresciani, Carlo della Rocca, Giuseppe Miraglia. Il reparto era spesso frequentato dal poeta Gabriele D'Annunzio. Dopo l'entrata in guerra del Regno d'Italia, avvenuta il 24 maggio, la squadriglia eseguì quasi sempre ricognizioni, anche giornaliere, sul territorio nemico e sulle basi di Trieste e Pola. Il 7 agosto partecipò a una missione offensiva su Trieste, effettuata con quattro idrovolanti, due Albatros e due FBA uno dei quali pilotato da Miraglia e con D'Annunzio come osservatore.  Il 9 agosto prese parte a una missione sulla piazzaforte di Pola, dove si trovava gran parte della flotta austriaca, venendo decorato con la prima Medaglia d'argento al valor militare.  In seguito, dopo diversi giorni di difficili ricerche, il 17 agosto insieme a Miraglia e a Gravina, fu uno dei protagonisti del ritrovamento del sommergibile Jalea, del quale non si avevano più notizie, affondato per urto contro una mina. Dopo la morte di Miraglia, avvenuta il 23 dicembre, divenne il pilota ufficiale di D'Annunzio.  Il 15 gennaio i due partirono per una missione di ricognizione su Trieste,  e al rientro, quando si trovava sulla verticale di Grado, il motore del velivolo ebbe problemi al carburatore e si spense in volo. Mentre effettuava un ammaraggio di emergenza a motore spento egli rimase abbagliato dal riflesso del sole sull'acqua e non avendo potuto misurare bene la distanza, richiamò troppo alto e l'aereo ricadde con violenza sulla superficie del mare. D'Annunzio sbatté violentemente la fronte e l'occhio destro contro il bordo della carlinga, restando semicieco per qualche ora, e riprendendosi solo continuando ad accusare dolori e disturbi alla vista. Non disse nulla per non compromettere l'amico, e il giorno dopo i due partirono per una missione su Trieste che si svolse senza particolari problemi. Nei giorni successivi il fastidio all'occhio continuò e D'Annunzio si sottopose a una visita medica da cui emerse il distacco della retina. Costretto alla completa oscurità nella speranza di guarire, utilizzò quel tempo per scrivere Notturno, ma perse per sempre l'uso dell'occhio ferito.
Il 30 gennaio fu nominato comandante della squadriglia idrovolanti di Grado, al posto del tenente di vascello Ugo de Rossi del Lion Nero, e trasferito sull'isola di Gorgo che raggiunse il 3 febbraio.  Appena arrivato con il suo idrovolante la base fu attaccata dal nemico che distrusse la maggior parte degli aerei che vi si trovavano. Con i due soli aerei rimasti lui e il secondo capo Daniele Minciotti si alzavano in volo a turno due o tre volte al giorno ed iniziarono a bombardare i dragamine austriaci che percorrevano il golfo, sorvolando poi Trieste per fotografare gli impianti e bombardare gli hangar nemici.
Il 12 giugno 1916 fu sostituito nel comando da Silvio Montanarella e venne richiamato a Venezia, dove all'inizio del mese di settembre il Comandante in Capo della piazza, Giulio Valli, ordinò di bombardare gli hangar per aerei e idrovolanti di Parenzo in collaborazione con le forze aeree francesi presenti nella città lagunare. Parteciparono all’operazione, avvenuta il 12 settembre, complessivamente dodici idrovolanti FBA scortati da quattro caccia Nieuport, e contemporaneamente il Comando Supremo del Regio Esercito lanciò un attacco contro la zona industriale di Trieste e gli hangar della baia di Muggia impiegando 26 bombardieri Caproni scortati da 14 aerei da caccia.  La notte del 17 settembre 1916 portò a termine un'operazione notturna di bombardamento su Trieste per la quale fu decorato di Medaglia di bronzo al valore militare, ma ebbe un incidente di volo l'11 dicembre che lo allontanò dall'attività di volo fino agli inizi del 1917, quando fu trasferito alla 7ª Squadriglia del I° Gruppo Aeroplani dell’aviazione dell'esercito di stanza a Santa Maria la Longa (Udine), ed equipaggiata con i bombardieri Caproni Ca.300.  Nell'aprile di quell'anno fu richiamato a Venezia, per assumere il comando della neocostituita 251ª Squadriglia, dotata degli FBA, poi sostituiti dal Macchi L.3, che mantenne fino al novembre 1917. Mentre ricopriva tale incarico ricevette in dotazione uno dei primi esemplari di Macchi M.5, utilizzandolo in combattimento.  In seguito alla disfatta di Caporetto la squadriglia fu chiamata a compiere missioni sul fronte terrestre per rallentare l'avanzata del nemico.  Il 1 novembre divenne comandante della 260ª Squadriglia, interamente equipaggiata con gli M.5, che lasciò nel mese di dicembre per assumere quello del "Gruppo Squadriglie da Caccia" (260ª  e 261ª  Squadriglia). Nel gennaio del 1918 tale reparto eseguì missioni di attacco ai palloni draken nemici sul fronte terrestre, in appoggio alle truppe dell'esercito. Nel corso della tarda primavera del 1918 la Regia Marina decise di costituire un'unità da caccia, la 241ª Squadriglia, equipaggiata con velivoli terrestri Hanriot HD.1, e gliene affidò il comando. Il 24 giugno eseguì la prima missione operativa coi nuovi aerei, una crociera sul Piave. L'11 luglio venne decorato con la seconda Medaglia d'argento al valore militare. Negli ultimi mesi di guerra la sua squadriglia fu dotata dei nuovissimi caccia Ansaldo A.1 di costruzione nazionale, senza però effettuare alcune missione bellica.
Dopo la fine del conflitto comandò la sua squadriglia fino al 20 settembre 1919. Il 16 febbraio 1920 si mise in aspettativa per 11 mesi motivandola con "motivi speciali". Iniziò a lavorare come pilota per la SIAI che si stava preparando per l'edizione della Coppa Schneider, prevista per i giorni 19-21 settembre 1920 a Venezia. Sia i francesi che i britannici non presero parte alla gara in quanto in disaccordo sul regolamento e quindi rimasero in gara solo gli italiani con quattro velivoli, due della Macchi e due della SIAI, tutti pilotati da aviatori veterani di guerra. Il 20 settembre 1920 decollò con il suo SIAI S.12, percorrendo il circuito triangolare di 37,117 km, con virate a sinistra, da percorrersi dieci volte, vincendo la gara alla media di 172,561 km/h. Il presidente dell'Aero Club d'Italia, Carlo Montù, gli rilasciò il diploma di Medaglia d'oro. Il 16 gennaio 1921 riprese servizio attivo, e l'11 giugno dello stesso anno fu trasferito al dipartimento della marina a Pola. Incominciò a prepararsi per la successiva edizione della Coppa Schneider, che si sarebbe tenuta ancora a Venezia, con l'intento di portare in gara il nuovo SIAI S.13. Anche in questa edizione non parteciparono i britannici, mentre vi concorse il pilota francese Joseph Sadi-Lecointe. Tantissimi, invece, furono i piloti italiani iscrittisi alla gara, tanto che si dovette procedere a una selezione. Arrivato al quinto posto, non poté gareggiare, e la competizione fu poi vinta da Giovanni De Briganti su Macchi M.7bis. Perse la vita il 23 agosto 1921 durante il collaudo di un idrovolante, insieme all'ingegnere Calori, quando il velivolo decollato da Forte di Sant'Andrea precipitò nella laguna di Venezia, per cause sconosciute.
Alla memoria del 1° tenente di vascello Luigi Bologna, nel 1927 gli fu intitolato l'idroscalo di Taranto.

### Annotazioni
1. ↑  La scuola del "Pizzone", come era chiamata la scuola di Taranto, era dotata di mezzi ed impianti modesti, e vi erano presenti tre istruttori americani ed uno italiano.
2. ↑  Per onorare la memoria la base di Sant’Andrea fu ridenominata "Miraglia".
3. ↑  L'idroscalo di Grado era la base idrovolanti italiana più avanzata, e si trovava a solo cinque minuti di volo da Trieste e Prosecco, che nei giorni di bel tempo si potevano distinguere a occhio nudo.
4. ↑  Con la seguente motivazione: Pilota di ammirevole ardimento, di somma maestria e di altissima fede nell’avvenire della nostra aviazione, che, in condizioni di vento e di mare difficilissime, pilotando un apparecchio Savoia eseguiva magistralmente tutte le prove per la coppa di aviazione marittima "Jacques Schneider" in Venezia dal 19 al 21 settembre 1920; e vincendo brillantemente la gara conquistava all’Italia un nuovo mondiale trionfo.
5. ↑  D'Annunzio commemorò la sua morte con le seguenti parole: a una a una cadono le ultime aquile della battaglia nel medesimo fondo di laguna dov’era precipitato Giuseppe Miraglia, un mattino placido dello scorso Settembre, anche Luigi Bologna si spezzò le ali e le ossa. Nella medesima camera funeraria all’ospedale di Sant’Anna dove insieme avevamo vegliato il compagno della prima guerra, io sollevai il lembo della bandiera per riconoscere quel viso forte che nella giornata di Parenzo si era voltato verso di me con un cenno non dissimile a quello dell’addio.

### Fonti
1. 1 2 3 4 5 6 7 8 9 10  Mancini 1936, p. 103.
2. 1 2 3 4 5 6 7 8 9 10 11 12 13 14 15 16 17 18 19 20 21 22 23 24 25 26 27 28 29 30 31 32  Anmi Lugo.
3. 1 2 3 4 5 6 7  Alberini, Prosperini 2015, p. 181.
4. ↑  Antonellini 2008, p. 77.
5. ↑  Antonellini 2008, p. 119.
6. ↑  Antonellini 2008, p. 120.